# Jan van Brakel
Jan van Brakel, né vers 1638 à Rotterdam et mort le 10 juillet 1690, est un contre-amiral néerlandais qui s'est distingué à plusieurs reprises au cours des deuxième et troisième guerre anglo-néerlandaise et de la guerre de la Ligue d'Augsbourg.

## Biographie
On ignore tout de sa vie et de sa carrière dans la marine avant 1666, année où il apparaît dans un document de l'Amirauté de Rotterdam par lequel il est nommé capitaine d'un brûlot, le Rotterdam. Il participe à ce titre à la bataille des Quatre Jours, puis à la bataille de North Foreland, au cours de laquelle il sauve le Gelderland, navire amiral de Willem Joseph de Gand, de l'attaque d'un brûlot anglais. Le 22 septembre 1666, il est promu grâce à ce fait d'armes au rang de capitaine d'un navire régulier, fait exceptionnel pour un capitaine de brûlot. En 1667, il commande la frégate Vrede au cours du raid sur la Medway, dont il devient l'un des héros. Il est chargé de ramener triomphalement le navire amiral anglais Royal Charles aux Provinces-Unies.
En 1672, il participe à la bataille de Solebay en tant que capitaine du Groot Hollandia et joue un rôle important dans l'incendie du Royal James. L'année suivante, il se distingue à nouveau lors des batailles de Schooneveld et du Texel, où il commande le Voorzichtigheid. 

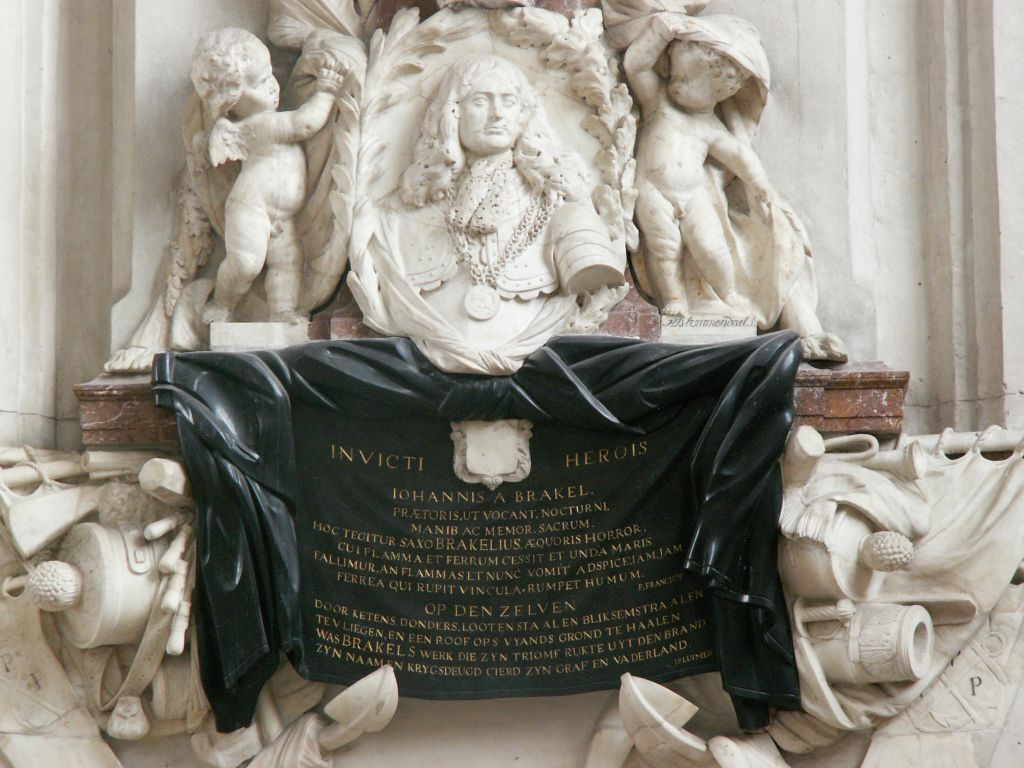
La tombe de Jan van Brakel à l'Église Saint-Laurent de Rotterdam.

Le 5 avril 1684, il est promu au grade de contre-amiral de l'Amirauté de Rotterdam. Il sert ensuite temporairement, d'octobre 1688 à janvier 1689, comme vice-amiral dans la flotte d'invasion de Guillaume III d'Orange-Nassau lors de la Glorieuse Révolution. À partir de ce point, il sert dans la flotte conjointe anglo-néerlandaise jusqu'à sa mort, qui survient lors de la bataille du cap Béveziers. Il est enterré à l'Église Saint-Laurent de Rotterdam.

## Hommage
Deux navires de la Marine royale néerlandaise ont porté son nom :
- HNLMS Jan van Brakel (1936), mouilleur de mines.
- HNLMS Jan van Brakel (1983), frégate de la classe Kortenaer.

## Sources
- (en) Cet article est partiellement ou en totalité issu de l’article de Wikipédia en anglais intitulé « Jan van Brakel » (voir la liste des auteurs).